# 1968 en Alberta
Chronologie de l'Alberta
- 1964
- 1965
- 1966
- 1967
- 1968
- 1969
- 1970
- 1971
- 1972

Cette page concerne des événements qui se sont produits durant l'année 1968 dans la province canadienne de l'Alberta.

## Politique
- Premier ministre :   Ernest Manning du Crédit social puis Harry Strom du Crédit social
- Chef de l'Opposition : Peter Lougheed
- Lieutenant-gouverneur :  J. W. Grant MacEwan.
- Législature :

## Événements
- Mise en service :

Drapeau de l'Alberta

  - de la Calgary Place I, tour de bureaux de 110 mètres de hauteur à Calgary[1].
  - de la Calgary tower tour d'observation de 191 mètres de hauteur à Calgary[2].
- Mise en service du Peace River Road Bridge pont box-string permettant à la Highway 2 de franchir la Peace River à Peace River[3].
  - du Quesnell Bridge, pont de 319.80 mètres de longueur au-dessus de la North Saskatchewan River à Edmonton[4].
  - du Royal Bank Building, immeuble de bureaux (banque) de 105 mètres de hauteur situé 335 8 Avenue SW à Calgary[5].
- 1 juin : adoption du Drapeau de l'Alberta.
- 12 décembre : Harry Strom devient premier ministre.

## Naissances
- Martin Rueff, né à Calgary, traducteur, poète et philosophe français.

- 29 janvier : Mikael Colville-Andersen (né  à Fort McMurray), expert en mobilité urbaine[6],[7],[8],[9],[10] canado-danois. Fondateur et dirigeant de l'entreprise Copenhagenize Design Company, il travaille avec des villes et des gouvernements à travers le monde[11],[12],[13] pour les accompagner dans le développement du cyclisme urbain[14]. Il donne également des conférences sur l'urbanisme et l'histoire du vélo.

- 4 février : Geoffrey Edward Ramer Aunger, plus connu sous le nom de Geoff Aunger (né à Red Deer), joueur de soccer international canadien, qui évoluait aux postes d'attaquant, de milieu de terrain et de défenseur.
- 7 février : Mark Tewksbury (né à Calgary), nageur canadien et militant pour les droits des gays et lesbiennes. Il est connu pour avoir remporté l'épreuve du 100 mètres dos aux Jeux olympiques de Barcelone. Lors des Jeux olympiques d'été de 1988, il remporte la médaille d'argent avec le relais 4 × 100 m 4 nages. Il remporte la médaille de bronze pour la même épreuve lors des Jeux olympiques d'été de 1992. En 2011, il fait une conférence pour les nageurs de l'équipe de la natation Blue Machine.
- 19 février : Robert Charles DiMaio, dit Rob (né à Calgary), joueur professionnel canadien de hockey sur glace. Il évoluait au poste d'ailier droit[15].

- 5 mars : John Fawcett, réalisateur et producteur de films et de télévision canadien né à Edmonton[16].
- 24 mars : Megan Catherine Delehanty, rameuse canadienne née à Edmonton.

- 22 avril : Zarley Bennett Zalapski (né à Edmonton et mort le 10 décembre 2017[17]) est un joueur professionnel de hockey sur glace. Il possède la double nationalité canadienne et suisse.
- 23 avril : Julie Skinner, née Julie Sutton, curleuse à Calgary.

- 9 mai : Anthony Rory Twist (né à Sherwood Park), joueur canadien de hockey sur glace[18].

- 10 juin : Brian Anthony Benning (né à Edmonton), joueur professionnel de hockey sur glace. Il est le frère du joueur de hockey professionnel Jim Benning.

- 14 juillet : Brandon Iron, de son vrai nom Brandon Hurdle, acteur et réalisateur canadien de films pornographiques,  mort le 15 avril 2019[19],[20].
- 30 juillet : Dave Hakstol (né à Drayton Valley),  joueur professionnel canadien de hockey sur glace devenu entraîneur. Pendant sa carrière de joueur, il évoluait au poste de défenseur.

- 2 août : Christina Alexandra Freeland, dite Chrystia Freeland (prononcé en anglais : [ˈkɹɪstjə ˈfɹiːlənd])[21], née à Rivière-la-Paix, journaliste et femme politique canadienne. Membre du Parti libéral du Canada, elle est ministre des Affaires étrangères entre 2017 et 2019 dans le cabinet de Justin Trudeau puis ministre des Affaires intergouvernementales entre 2019 et 2020. Elle est vice-Première ministre du Canada depuis le 20 novembre 2019 et ministre des Finances depuis le 18 août 2020.

- 23 septembre : Dixon Ward (né à Leduc), joueur professionnel canadien de hockey sur glace. Il évolue au poste d'ailier droit[22].

- 17 octobre : Heather McDermid, rameuse canadienne née à Calgary.
- 20 octobre : Glen Wesley (né à Red Deer), joueur professionnel de hockey sur glace. Il a été champion de la Coupe Stanley en 2006 avec les Hurricanes de la Caroline de la Ligue nationale de hockey.

- 25 novembre : Jillian Noel Hennessy, nom de scène de Jill Hennessy, née à Edmonton, actrice et chanteuse canadienne connue pour ses rôles dans New York, police judiciaire (ou Law & Order en anglais) et Preuve à l’appui (ou Crossing Jordan  en anglais) .

- 25 décembre : Blaine F. Calkins , est un homme politique canadien, député à la Chambre des communes du Canada, représentant la circonscription albertaine de Wetaskiwin sous la bannière du Parti conservateur du Canada.